# هانیبال (اوهایو)
هانیبال (به انگلیسی: Hannibal) یک منطقهٔ مسکونی در ایالات متحده آمریکا است که در شهرستان مونرو، اوهایو واقع شده‌است. هانیبال ۲٫۹ کیلومتر مربع مساحت و ۴۵۱ نفر جمعیت دارد و ۲۰۷٫۲۷ متر بالاتر از سطح دریا واقع شده‌است.